# Macchi M.C. 72

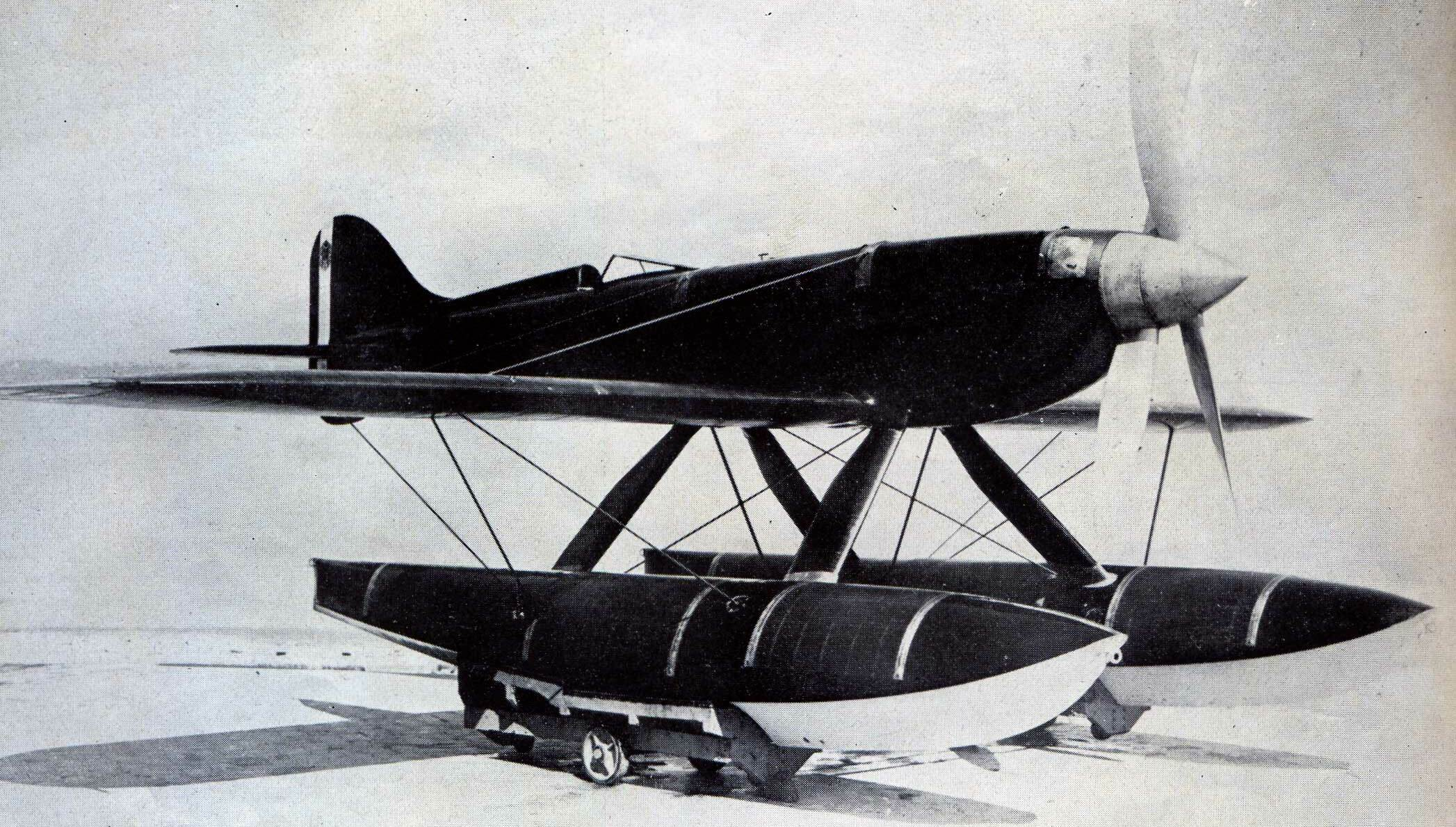
Macchi M.C.72

A Macchi M.C. 72 hidroplánt az olasz Macchi Aeronautica cég építette a vízi repülőgépek számára kiírt gyorsasági Schneider-kupa 1931-ben lebonyolított utolsó versenyére. Bár a versenygép ezen a futamon üzemzavarok miatt mégsem szerepelt, a verseny után abszolút sebességi világrekordot állított fel, melyet öt évig tartott, a hidroplánok között pedig rekordját máig nem szárnyalta túl egyetlen repülőgép sem.

## Tervezés és fejlesztés

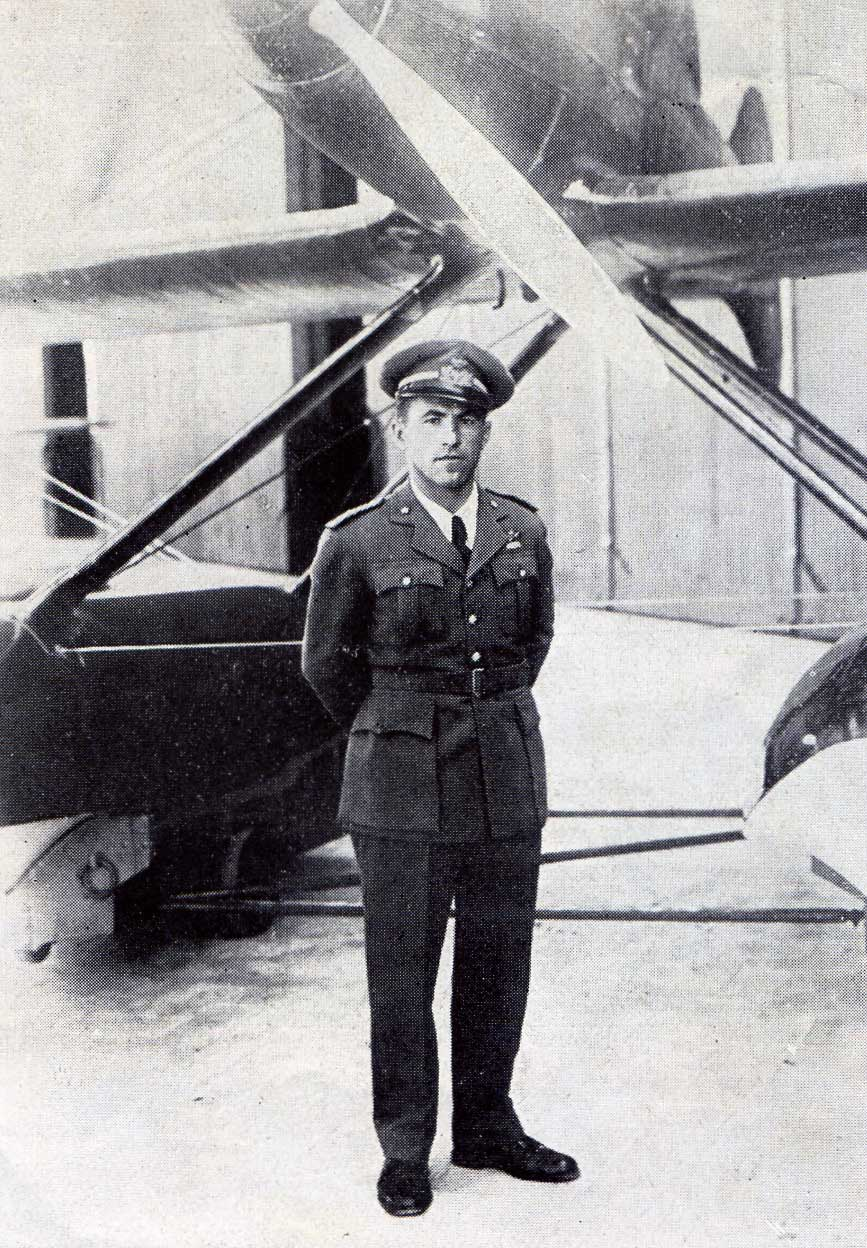
Francesco Agello altiszt, a Macchi M.C. 72 berepülőpilótája

A Macchi gyárnak több éves tapasztalata volt hidroplánok és repülőcsónakok tervezésében és gyártásában. Az 1920-as évektől a gyár a figyelmét a gyors hidroplánok fejlesztése felé fordította, meg szerette volna nyerni a Schneider-kupát. 1922-től Mario Castoldi tervezte a vállalat nagy sebességű repülőgépeit.
1926-ban a díjat a M.39 nyerte meg 396 km/h sebességgel. A soron következő versenyekre megtervezte és legyártotta az M.52, M.52R és az M.67 versenygépet, de a győzelmet mások szerezték meg. Az utolsó versenyre Castoldi lenyűgözően gyors gépet, az M.C.72 két úszós hidroplán konstrukcióját készítette el.
A Macchi M.C. 71 sárkánya egyedi megoldású volt, mivel a törzs az orrtól a  pilótafülkéig fémépítésű, hátrább önhordó faépítésű szerkezet volt, melyet az első részhez négy csavarral erősítettek. Az áramvonalas törzs hátsó részébe volt építve a motor kenőolaj tartálya, melynek külső fala a légáramlással érintkezve hűtőként is szolgált. A teljesen fémszerkezetű szárny felső felületét sima kiképzésű, egymás mellé helyezett csövekből álló vízhűtők alkották. A két úszó felső felülete szintén felületi hőcserélőknek adott helyet, az első vízhűtő, a középső és a hátsó olajhűtő volt. Az úszókat a törzzsel összekötő szárakra szintén vízhűtőket helyeztek el, és nagy meleg esetén a törzs hátsó része alá pótlólagos hőcserélőt is fel lehetett szerelni.
Terv szerint az 1931-ben rendezett Schneider-kupa versenyen kellett volna indulnia a repülőgépnek, de motor problémák miatt erre nem került sor. A fejlesztés leállítása helyett azonban a Macchi folytatta a munkát. Benito Mussolini személyesen is érdeklődését fejezte ki a fejlesztés iránt és állami pénzügyi támogatást biztosított a vállalatnak.

## Műszaki adatok

Macchi-Castoldi M.C.72

## Út a rekordokig
Két éven keresztül a repülőgépnek sok üzemzavara volt, és sebességi rekordkísérlet közben Monti és Bellini berepülőpilóta is életét vesztette. Az M.C.72 végső konstrukcióját két ellenforgó, kétágú légcsavarral egy két Fiat AS.5 motorból erre a célra összeépített Fiat AS.6 V elrendezésű, 24 hengeres motor hajtott. A különleges hajtómű 1900-2300 kW (2500-3100 LE teljesítményt adott le feltöltéssel
35 felszállás után a motorok főjavításon estek át a rekordkísérlet előkészületeként. A kezdeti nehézségek leküzdése eredményeképp a repülőgép 1933. április 10-én 682 km/h-es víz feletti sebességi világrekordot ért el. A rekord alatt a gépet Francesco Agello, a gyár utolsó életben maradt berepülőpilótája vezette. A tervezők nem voltak az eredménnyel elégedettek, úgy gondolták, hogy a gép alkalmas a 700 km/h-es sebességi határ átlépésére is, ezért a fejlesztés folytatódott. Végül jóslatuk 1934, október 23-án beigazolódott, amikor Agello vezetésével az M.C.72 709 km/h átlaggal új sebességi világrekordot állított fel három futam alatt. Ezt a rekordot dugattyús motor hajtotta hidroplánnal azóta sem lépték túl. Ezután a siker után az M.C.72 soha többet nem szállt fel.

## Sebességi rekordok
Az M.C.72 az abszolút sebességi rekordot öt évig őrizte. Összehasonlításképpen a földi bázisú repülőgépek sebességi rekordját előtte a Hughes H–1 Racer versenygép tartotta mindössze 566 km/h értékkel. Az olasz gép abszolút rekordját csak 1939-ben döntötte meg két német szárazföldi repülőgép. Az első a Heinkel He 100 volt 746 km/h átlagsebességgel, a következő a Messerschmitt Me 209, mely a sebességi világrekordot 756 km/h értékre javította 1939 augusztusában, néhány nappal a második világháború kitörése előtt. Jelenleg a dugattyús motorral hajtott repülőgépek 850.26 km/h-s sebességi rekordját egy jelentős mértékben átalakított amerikai Grumman F8F Bearcat vadászgép állította fel 3 km-es távon 1989-ben. Az M.C.72 hidroplán dugattyús motor-hajtású rekordját máig nem döntötték meg.

## Műszaki adatok[4]
- Személyzet: 1 fő (pilóta)

### Méretek
- Hossz: 8,32 m
- Fesztáv: 9,48 m
- Magasság: 3,30 m
- Szárnyfelület: 15 m²

### Tömeg
- Üres tömeg: 2505 kg
- Teljes tömeg: 2907 kg
- Legnagyobb felszálló tömeg: 3031 kg

### Hajtómű
- Típus: Fiat AS.6 kéttengelyes, 24 hengeres, vízhűtéses V-motor két ellentétesen forgó kétágú légcsavarral
- Teljesítmény: 2126 kW (2850 LE)

### Repülési teljesítmények
- Legnagyobb sebesség: 709,209 km/h